# Hemidactylus ophiolepoides
Hemidactylus ophiolepoides este o specie de șopârle din genul Hemidactylus, familia Gekkonidae, descrisă de Lanza 1978. Conform Catalogue of Life specia Hemidactylus ophiolepoides nu are subspecii cunoscute.